# Акшийрак
Акшийрак (на киргизки: Ак-Шийрак тоо тоому, «белонога овца»; на руски: Акшийрак) е планински хребет в централната част на Вътрешен Тяншан, разположен на територията на Киргизстан (Исъккулска област). Дължина около 50 km. Явява се вододел между водосборните басейни на реките Нарин и Сариджаз (от басейна на Тарим). Състои се от 3 кулисообразно разположени хребета със субширочинно простиране. Максимална височина 5126 m, (41°52′33″ с. ш. 78°25′35″ и. д. / 41.875833° с. ш. 78.426389° и. д.). Изграден е от метаморфни шисти, варовици и гранити. Има 59 ледника с обща площ от 439 km². Северозапнадно от най-високата точка се намира големия ледник Петров, от който води началото си река Нарин, а по източните му склонове тече река Учкьол, десен приток на Сариджаз. Склоновете му са обхванати от високопланински – субнивални и глациално-нивални ландшафти.

## Топографска карта
- К-44-А М 1:500000[2]
- К-44-В М 1:500000[3]